# Liste des partis politiques aux Philippines
De nombreux partis politiques existent aux Philippines, le régime politique du pays étant marqué par un fort multipartisme. Il existe trois grands types de partis : les partis nationaux, les partis locaux, et les partis de représentation sectorielle (c’est-à-dire qui défendent des secteurs sous-représentés dans la population).

## Histoire

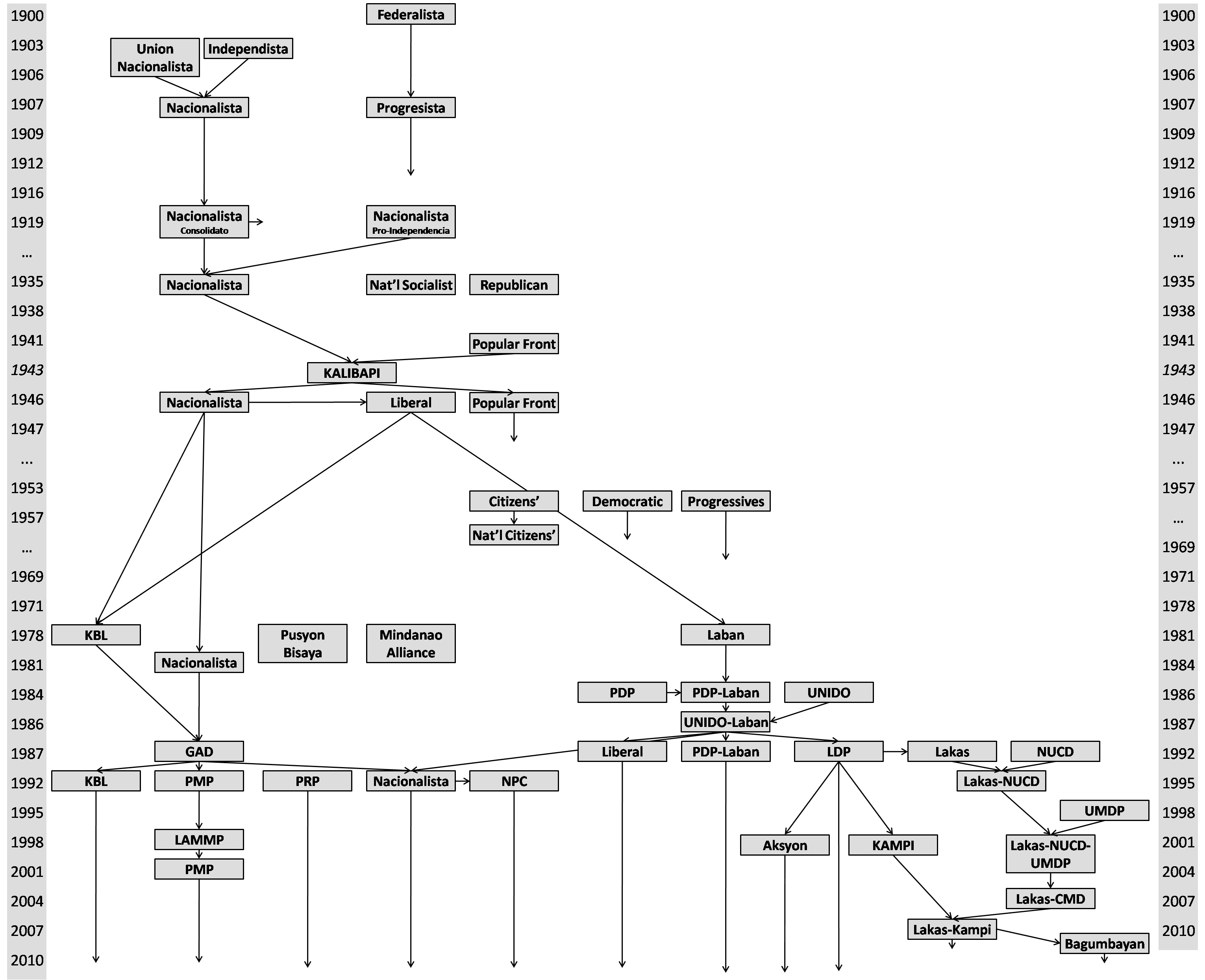
Évolution des partis politiques aux Philippines depuis 1900 (cliquez pour agrandir).

### Période de colonisation américaine (1901-1946)
Les premières organisations partisanes apparaissent à la fin du XIXe siècle dans un contexte pré-révolutionnaire, avec notamment la Ligue philippine et le Katipunan, qui ne sont cependant pas des partis politiques à proprement parler.
Après la colonisation américaine, plusieurs partis politiques apparaissent au début des années 1900, mais sont tout d’abord fortement contrôlés ou réprimés par les autorités militaires américaines. Les partis fédéralistes tels que le Partido Federalista, qui préconisait l’annexion des Philippines aux États-Unis, sont eux autorisés.
En 1907 est créé le Parti nationaliste qui appelle prudemment à l’autonomie sous protectorat américain ; il devient le principal parti sous l’aire américaine. Même si d’autres partis existent (par exemple le Parti progressiste), les nationalistes occupent une position hégémonique dans le paysage politique, remportant toutes les élections nationales jusqu’en 1946, si bien que les débats politiques se règlent le plus souvent au sein du parti. Plusieurs divisions existent au cours de son histoire, notamment entre les partisans des deux principaux meneurs du parti, Manuel L. Quezon et Sergio Osmeña, qui aboutit à une scission temporaire de 1930 à 1934.
Durant l’occupation japonaise au cours de la Seconde Guerre mondiale, un seul parti collaborateur est autorisé, le KALIBAPI.

### De l'indépendance à la loi martiale (1946-1972)
Après l’indépendance en 1946, l’aile libérale du Parti nationaliste fait sécession pour créer le Parti libéral, qui devient le concurrent le plus sérieux des nationalistes. Un système d’alternance bipartisan s'installe alors, les nationalistes et les libéraux gouvernant tour à tour jusqu’en 1972. En particulier, les nationalistes remportent les élections présidentielles de 1953, 1957, 1965 et 1969, tandis que les libéraux gagnent celles de 1946, 1949 et 1961.
En 1972, Ferdinand Marcos, président de la République issu du Parti nationaliste, déclare la loi martiale et instaure un régime autoritaire, créant son propre parti, le KBL. Durant les quatorze ans du régime de Marcos (1972-1986), plusieurs partis d’opposition émergent, comme le PDP ou le Laban, mais perdent toutes les élections face au KBL (qui n’hésite pas à recourir à la fraude si besoin). Pour les élections présidentielles de 1986, la plupart des partis d’opposition au KBL se réunissent sous une coalition pro-démocratie nommée UNIDO, qui parvient finalement à prendre le pouvoir après le renversement populaire de Marcos.

### Après le renversement de Marcos (1986-présent)
Après l’instauration de la nouvelle Constitution de 1987, le nombre de partis politiques augmente fortement, si bien que les nationalistes et les libéraux ne sont plus les deux partis dominants. Il en résulte un système multipartisan qui favorise la création de coalitions électorales souvent éphémères. La Constitution de 1987 instaure aussi un système de représentation sectorielle (party-list en anglais) qui réserve 20 % des sièges à la Chambre des représentants à des secteurs sous-représentés dans la population, tels que les syndicats, le monde agricole, les jeunes.
Les principaux partis dans les années 1990 sont le Lakas-CMD, le PDP-Laban, le LDP et le NPC. Le PMP gouverne temporairement après l’élection de Joseph Estrada comme président en 1998, mais ne s’impose pas durablement comme un parti de gouvernement. Sous le second mandat de Gloria Macapagal-Arroyo (2004-2010), les deux principaux partis, le Lakas-CMD et le KAMPI, fusionnent pour former le plus grand parti d’alors ; toutefois, cette alliance ne dure que peu de temps, minée par les ennuis judiciaires de Macapagal-Arroyo et les discensions internes. Les deux partis historiques (Parti nationaliste et Parti libéral) ne sont plus dominants depuis 1972, mais demeurent toujours des forces politiques effectives, et les libéraux gouvernent le pays de 2010 à 2016.

## Idéologie
Les partis politiques philippins ont en général une idéologie peu marquée, servant plutôt les ambitions de personnalités politiques qui n’hésitent souvent pas à changer de partis (ou en créer un nouveau) selon la situation politique,,. Il en résulte des coalitions éphémères qui se défont aussi rapidement qu’elle se forment, ainsi qu’un clientélisme électoral qui entraîne un certain centrisme ou conservatisme et des programmes électoraux peu cohérents.
L’absence d’idéologie et de programmes électoraux clairs, ainsi que les changements d’alliance permanents et le carriérisme du personnel politique, sont souvent dénoncés par les politologues et journalistes politiques,,,,.
Il existe des partis ou coalitions électorales ayant un positionnement politique marqué, comme la coalition Makabayan, émane en parti du Parti Communiste des Philippines dont l'idéologie est le marxisme-léninisme-maoïsme. Autre exemple, Akbayan est un parti fondé en 1998 qui se réclamant de la social-démocratie et du progressisme, soit du centre-gauche.

## Liste des partis politiques

### Principaux partis
Liste des partis ayant été représentés dans leur histoire au Congrès.
| Nom du parti                                                                                   | Abréviation et couleur | Date de création | Positionnement politique | Fédération mondiale                                                    | Sièges à l’actuelle chambre basse | Sièges à l’actuelle chambre haute |
| ---------------------------------------------------------------------------------------------- | ---------------------- | ---------------- | ------------------------ | ---------------------------------------------------------------------- | --------------------------------- | --------------------------------- |
| Akbayan (Parti de l’action citoyenne)                                                          | Akbayan                | 1998             | Centre-gauche à Gauche   | Alliance progressiste                                                  | 2 / 297                           | 1 / 24                            |
| Makabayang Koalisyon ng Mamamayan (Makabayan) (Coalition patriotique du peuple)                | Makabayan              | 2009             | Extrême-gauche           | International League of People's Struggle                              | 7 / 358                           | 0 / 24                            |
| Centrist Democratic Party of the Philippines (Parti démocratique centriste des Philippines)    | CDP                    | 2012             | Centre-droit             |                                                                        | 1 / 297                           | 0 / 24                            |
| Kilusang Bagong Lipunan (Mouvement Nouvelle Société)                                           | KBL                    | 1978             | Droite à extrême-droite  |                                                                        | 0 / 297                           | 0 / 24                            |
| Laban ng Demokratikong Pilipino (Lutte démocratique philippine)                                | LDP                    | 1988             | Centre-droit             | Internationale démocrate centriste                                     | 2 / 297                           | 1 / 24                            |
| Lakas-Christian Muslim Democrats (Lakas - Démocrates chrétiens musulmans)                      | Lakas                  | 1991             | Centre-droit             | Internationale démocrate centriste                                     | 5 / 297                           | 0 / 24                            |
| Nationalist People’s Coalition (Coalition nationaliste du peuple)                              | NPC                    | 1991             | Centre-droit à droite    |                                                                        | 33 / 297                          | 3 / 24                            |
| National Unity Party (Parti de l’unité nationale)                                              | NUP                    | 2011             | Centre-droit à droite    |                                                                        | 21 / 297                          | 0 / 24                            |
| Parti libéral                                                                                  | LP                     | 1946             | Centre-gauche            | Internationale libérale, Conseil des libéraux et démocrates asiatiques | 27 / 297                          | 5 / 24                            |
| Parti nationaliste                                                                             | NP                     | 1907             | Centre-droit à droite    |                                                                        | 19 / 297                          | 1 / 24                            |
| Partido Demokratiko Pilipino-Lakas ng Bayan (Parti démocratique philippin - Pouvoir populaire) | PDP-Laban              | 1982             | Centre-gauche à gauche   |                                                                        | 121 / 297                         | 4 / 24                            |
| Pwersa ng Masang Pilipino (Lutte des masses philippines)                                       | PMP                    | 1991             | Centre-gauche            |                                                                        | 1 / 297                           | 0 / 24                            |
| United Nationalist Alliance (Alliance nationaliste unie)                                       | UNA                    | 2012             | Centre-droit             |                                                                        | 3 / 297                           | 2 / 24                            |

### Partis locaux et secondaires
Liste des principaux partis représentés au niveau local.

### Partis du système de représentation sectorielle
Liste des partis actuellement représentés au Congrès via le système de représentation sectorielle.

### Partis disparus
Seuls les principaux partis de leur temps et aujourd’hui disparus sont listés :
- Parti progressiste (fondé en 1900)
- Parti progressiste (fondé en 1957)
- Parti national-socialiste
- Parti républicain
- KALIBAPI